# Jim Elliot
Philip James "Jim" Elliot (8 de outubro de 1927 – 8 de janeiro de 1956) era um cristão protestante, um dos 5 missionários mortos enquanto participavam da Operation Auca(Operação Alca), uma tentativa de evangelizar os Huaorani, um povo do  Equador.

## Princípio da vida
Elliot  nasceu em Portland, Oregon, filho de Fred e Clara Elliot. Fred era de ascendência Escocesa, e seus avós foram a primeira família a se estabelecerem na América do Norte. Os pais de Clara mudaram-se da Suíça perto da virada do século XX para o leste de Washington, onde eles tinham um grande rancho. Eles se encontraram em Portland, onde Clara esta estudando para ser uma Quiroprática e Fred dedicando-se para o ministério Cristão, estava trabalhando como pregador itinerante de uma Igreja dos Irmãos.  Roberto, o primeiro filho deles, nasceu em 1921 enquanto eles estavam vivendo em Seattle, e ele estava acompanhando de Herbert, Jim, e Jane, todos três nasceram da família que se mudou de Portland. Os pais de Elliot eram cristãos comprometidos com a sua fé, e eles criaram seus filhos da mesma maneira, levando-os a igreja e lendo a Bíblia regularmente.Elliot professou sua fé em Jesus quando ele tinha seis anos e cresceu em um lar onde obediência e honestidade eram exigidos. Os pais de Elliot encorajaram seus filhos a serem aventureiros, e encorajaram eles também a "viver para Cristo".
Em 1941, Elliot entrou no colégio Benson Polytechnic, onde estudou desenhos arquitetônicos. Lá ele participava de diversas atividades, como do jornal da escola, do time wrestling, peças da escola, e do clube de de falar em público. As habilidades dele levou a alguns professores do colégio a sugerir que ele seguisse a carreira de ator, e sua oratória era igualmente elogiada—depois de preparar e apresentar um discurso em honra do presidente Franklin D. Roosevelt horas após a sua morte, um membro do corpo docente o elogiou.
Elliot usava a habilidade de falar regularmente. Um colega de sala conta como Elliot usou uma citação da Bíblia como explicação para não ir as festas da escola. Outra vez, Elliot arriscou-se a ser expulso do clube de falar em público por se recusar a fazer um discurso sobre política, acreditando que Cristãos não devem se envolver com política. Um pacifista, ele rejeitou a ideia de usar força para eliminar a Escravatura na África, e ele estava preparado para permanecer como objetor de consciência que ele tinha sido convocado para servir na Segunda Guerra Mundial.

## Educação universitária
Em 1945, Jim Elliot entrou no Wheaton College, uma universidade Cristã privada em Illinois. Acreditando no condicionamento físico e disciplina, ele se juntou ao time de wrestling durante o primeiro no. No ano seguinte ele recusou um cargo dentro da universidade que daria a ele um ano de bolsa integral, mas também requereria uma quantidade significante de tempo, o que ele considerou responsabilidades tolas. Ele ainda não estava totalmente convencido do valor dos seus estudos, considerando matérias como filosofia, política e antropologia distrações para alguém que está tentando seguir Deus. Depois de um semestre de notas relativamente baixas, ele escreveu para seus pais que não tinha nenhum remorso, considerando o estudo da Bíblia muito mais importante.[7]
O interesse de Elliot em missões se solidificou durante seus anos em Wheaton. Logo ele seguiu o exemplo de "missões pela fé"(faith missions), não procurando suporte financeiro de denominações.[8] Ele era um membro da organização Student Foreign Missions Fellowship(Student Fellowship Missões Estrangeiras) juntamente com seu colega de quarto David Howard, Elliot falou para um grupo da Aliança Bíblica Universitária sobre o papel do Espírito Santo em missões.  Durante o verão de 1947, depois do seu segundo ano de Universidade, ele e seu amigo Ron Harris fizeram trabalhos missionários no México. Ele permaneceu lá por seis semanas, trabalhando com uma família missionária local e aprendendo o idioma com eles.[9] No final do ano seguinte, ele participou de uma International Student Missionary Convention(Conferência Missionária Internacional de Estudantes), financiada pela InterVarsity. Lá ele encontrou um missionário a trabalhar com o Brasil, e  este encontro levou ele a uma mais forte convicção de que seu chamado missionário era para trabalhar com tribos na América do Sul.[10]
No começo do terceiro ano de Elliot em Wheaton, ele decidiu seguir para uma especialização em Grego Antigo, acreditando que isto ajudaria tanto para seu estudo pessoal da bíblia, quanto para facilitar a tradução das Escrituras para o idioma de povos não alcançados pelos missionários. Embora ele acreditasse que relacionamentos amorosos comumente distraem as pessoas de buscar a vontade de Deus, Elliot começou a ficou interessado em uma das suas colegas de classe, Elisabeth Howard, que era também a irmã de seu colega de quarto. Ele aproveitou as oportunidades para conhecer melhor ela e a família dela. Eles concordaram que estavam atraídos um pelo outro, mas não convencidos da direção de Deus, eles não buscaram ter um relacionamento imediatamente. [11]

## Viagem para o Equador
Enquanto estava no Acampamento da Wycliffe, Elliot praticava as perícias necessárias para pela primeira vez escrever em uma língua graças ao trabalho junto a um homem que fora missionário entre o povo Quechua. O missionário disse a ele dos Huaorani – também chamados os "Auca", a palavra Quechua para "selvagem" – um grupo de povos indígenas equatorianos considerados violentos e perigosos para com intrusos. Elliot permaneceu incerto se deveria ir ao Equador ou à India até Julho. Seus pais e amigos questionaram se ele não seria mais efetivo em ministérios de jovens nos Estados Unidos, mas considerando a igreja local "autóctone", ele sentiu que missões internacionais deveriam ser prioridade.
Depois de completar seus estudos em linguística, Elliot fez um requerimento para seu passaporte e começou a fazer planos com seu amigo Bill Cathers para partir rumo ao Equador. Contudo, duas semanas depois Cathers informou ele que estava planejando se casar, tornando impossível para ele acompanhar Elliot assim como eles tinham planejado. Ao invés Elliot passou o inverno e a primavera de 1951 trabalhando com seu amigo Ed McCully em Chester, Illinois, apresentando um programa de rádio, pregando em prisões, fazendo encontros evangelísticos e ensinando na Escola Dominical.
McCully se casou naquele verão, forçando Elliot a olhar em algum outro lugar por um homem solteiro que pudesse começar um trabalho no Equador. Este homem solteiro acabou sendo Pete Fleming, um bacharel em filosofia pela Universidade de Washington. Ele se correspondia com Elliot frequentemente, e ao redor de Setembro ele estava convencido de seu chamado para o Equador. Neste meio tempo, Elliot visitava alguns amigos na costa leste, inclusive Elisabeth. Em seu diário ele expressou esperança de que eles poderiam se casar, mas ao mesmo tempo ele sentiu-se chamado a ir para o Equador sem ela. Elliot voltou para Portland em Novembro e começou os preparativos para deixar o país.

## Equador

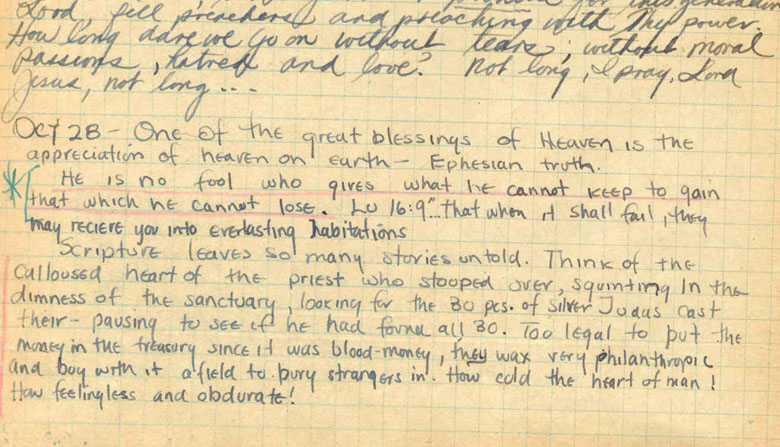
O famoso artigo de Jim Elliot(1949).

Elliot e Fleming chegaram no Equador em 21 de Fevereiro de 1952, com o propósito de evangelizar Índios Quechua do Equador. Eles ficaram primeiro em  Quito, e então se mudaram para a floresta. Eles fizeram residência em Shandia (estação missionária de Shandia). Em 8 de Outubro de 1953, ele se casou com a companheira de de Wheaton, estudante e missionária Elisabeth Howard. O casamento foi uma simples cerimônia civil que aconteceu em Quito. Ed e Marilou McCully foram as testemunhas. O casal então teve uma breve lua de mel no Panamá e na Costa Rica, e então retornaram ao Equador. Eles tiveram uma única filha, Valerie, ela nasceu em 27 de Fevereiro de 1955. Enquanto trabalhavam com os índios Quechua, Elliot se preparava para alcançar os Huaorani.
Elliot e quatro outros missionários – Ed McCully, Roger Youderian, Pete Fleming, e o piloto deles, Nate Saint – fizeram contato com os Huaorani do avião usando um alto-falante e uma cesta para enviar presentes aos índios lá embaixo. Depois de muitos meses, eles decidiram construir uma base perto do vilarejo indígena, junto do rio Curaray. Lá eles foram abordados por um pequeno grupo de Huaorani e até mesmo deram uma carona de avião para um Huaorani curioso, o qual eles chamaram "George" (O nome real dele era Naenkiwi). Encorajados por esses encontros amigáveis, eles começaram planos para visitar os Huaorani, sem saber que Naenkiwi tinha mentido para os outros índios sobre as intenções dos missionários. Os planos deles foram frustrados com a chegada de um grande grupo de 10 guerreiros Huaorani, que mataram Elliot e seus quatro companheiros em 8 de Janeiro de 1956. O corpo de Elliot foi encontrado rio abaixo junto com os corpos dos outros homens, exceto o de Ed McCully que foi encontrado mais longe no rio.
O registro do diário dele, em 28 de Outubro de 1949, expressa a crença dele, de que trabalho dedicado a Jesus era mais importante que a sua própria vida (veja Lucas 9:24 na Bíblia). “Não é tolo aquele que dá o que não pode guardar para ganhar o que não pode perder.” Esta é a citação mais frequentemente atribuída a Elliot, a qual é muito próxima de um ditado de um pregador Inglês não conformado Philip Henry (1631–1696) que disse "Não é tolo, aquele que abre mão do que não pode conservar, quando tem certeza que será recompensado com o que não pode perder.".

## Legado

Universidade de Wheaton comemorando Elliot e Ed McCully

A revista Life publicou um artigo de dez páginas sobre a missão e morte de Elliot e seus amigos. Depois da morte de seu marido, Elisabeth Elliot e outros missionários começaram a trabalhar com os Huaorani, onde eles continuaram um trabalho de evangelização. Ela publicou dois livros mais tarde, Sombra do Todo Poderoso: A vida e Testamento de Jim Elliot(Shadow of the Almighty: The Life and Testament of Jim Elliot) e Através do Portão do Esplendor(Through Gates of Splendor), o qual descreve a vida e morte de seu marido. Em 1991, a Escola Cristã Jim Elliot foi criada em Denver, Colorado. Em 1997, o Colégio Cristão Jim Elliot foi fundado em Lodi, California.
Em 2002, um documentário baseado no relato foi lançado, intitulado Além dos Portões da Glória( Beyond the Gates of Splendor). Em 2003, um musical baseado na história de Jim Elliot e Elisabeth Elliot, intitulado Amor Acima de Tudo(Love Above All), foi encenado no Victoria Concert Hall em Singapura pela Mount Carmel Bible - Igreja Presbiteriana. Este musical foi apresentado uma segunda vez em 2007 no NUS University Cultural Centre(Centro Cultural Universitário). Em 2006, um filme teatral foi lançado, intitulado End of the Spear(Fim da Lança), baseado na história do piloto, Nate Saint, e o retorno de seu filho com a intenção de alcançar os nativos do Equador.

## Videografia
- Beyond Gates of Splendor (feature film), 2004.
- Torchlighters: The Jim Elliot Story (2005 animation)
- End of the Spear (2006 feature film)
- Steve Saint: The Jungle Missionary (2007 documentary)

### Sermões
- Feeding of the Five Thousand (MP3), Wheaton, consultado em 24 de janeiro de 2016, cópia arquivada em 28 de setembro de 2007 (33 minutes)
- Resurrection (41 minutes)